# هورس شو بی (تگزاس)
هورس شو بی، تگزاس (به انگلیسی: Horseshoe Bay, Texas) یک شهر در ایالات متحده آمریکا با جمعیت ۳٬۴۱۸ نفر است که در تگزاس واقع شده‌است.

## موقعیت جغرافیایی
موقعیت جغرافیایی شهرها و مناطق اطراف به شرح زیر است: